# هانس-یورگن زیبربرگ
هانس-یورگن زیبربرگ (آلمانی: Hans-Jürgen Syberberg؛ زادهٔ ۸ دسامبر ۱۹۳۵) یک کارگردان فیلم، تهیه‌کننده فیلم، تدوین‌گر، فیلم‌نامه‌نویس و فیلم‌بردار اهل آلمان است. برای  زیبربرگ، سینما شکلی از اثر هنری جامع یا گزامت‌کونست‌ورک است. بسیاری از منتقدان ــ از جمله خود زیبربرگ ــ آثار او را ترکیبی سینمایی از نظریه تئاتر حماسی برتولت برشت و زیبایی‌شناسی اپرایی ریشارد واگنر توصیف کرده‌اند. فیلسوفان و روشنفکران سرشناسی درباره آثار او نوشته‌اند، از جمله سوزان سانتاگ، ژیل دلوز و فیلیپ لاکو لابارت.
از فیلم‌های او می‌توان به اسکارابی: یک آدم چقدر زمین می‌خواهد؟ و پارسیفال اشاره کرد.
وی همچنین برندهٔ جوایزی همچون جایزه ساترلند شده‌است.